# Раз, два, три
„Раз, два, три“ (на английски: One, Two, Three) е американски филм от 1961 година, комедия на режисьора Били Уайлдър по негов сценарий в съавторство с И. А. Л. Даймънд, базиран на пиесата „Egy, kettő, három“ на Ференц Молнар. Главните роли се изпълняват от Джеймс Кагни, Хорст Буххолц, Памела Тифин, Арлийн Франсис.

## Сюжет
Фарсовият сюжет е развит около местния мениджър на „Кока Кола“ в Западен Берлин, на когото е поверена разглезената дъщеря на висшестоящ, която се влюбва в индоктриниран източногермански комсомолец.

## В ролите
| Актьор          | Роля                   |
| --------------- | ---------------------- |
| Джеймс Кагни    | Си.Ар. (Mac) Макнамара |
| Хорст Буххолц   | Ото Лудвиг Пифъл       |
| Памела Тифин    | Скарлет Хазелтин       |
| Арлийн Франсис  | Филис Макнамара        |
| Лизелот Пулвър  | Фройлайн Ингеборг      |
| Ханс Лотар      | Шлемер                 |
| Хауърд Ст. Джон | Уендел П. Хазелтин     |
| Леон Аскин      | Перипетчиков           |
| Ралф Волтер     | д-р Бороденко          |
| Питър Капел     | Мишкин                 |

## Награди и номинации
„Раз, два, три“ е номиниран за „Оскар“ за операторска работа и за „Златен глобус“ за комедия и поддържаща женска роля.